# Taramana
Taramana is een bestuurslaag in het regentschap Alor van de provincie Oost-Nusa Tenggara, Indonesië. Taramana telt 799 inwoners (volkstelling 2010).